# Сухофрукты

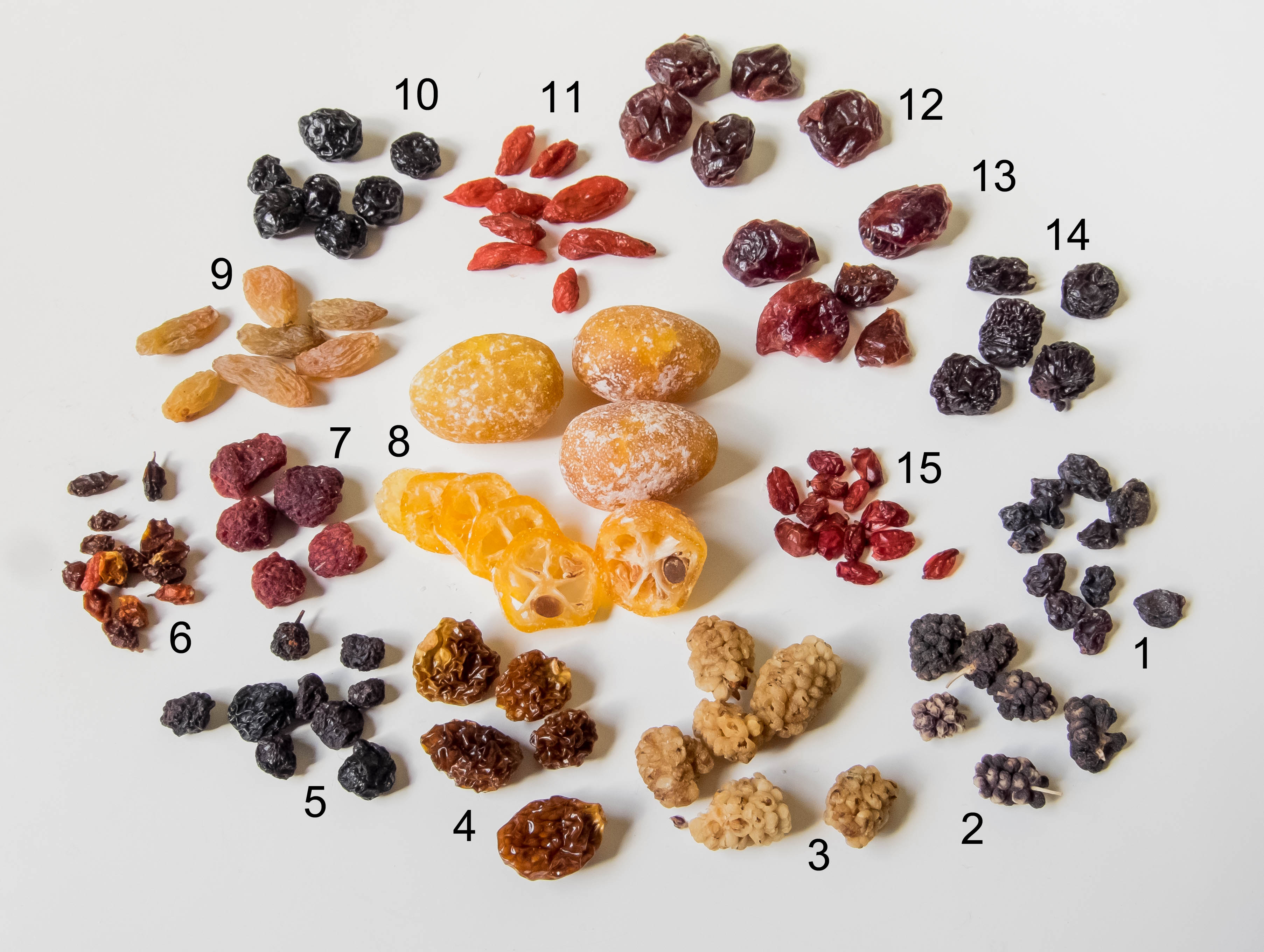
Сухофрукты и сушёные ягоды: 1. смородина, 2. чёрный тутовник, 3. белая шелковица, 4. физалис, 5. арония, 6. облепиха, 7. малина, 8. кумкват, 9. белый изюм, 10. черника, 11. дереза, 12. черешня, 13. клюква, 14. вишня, 15. барбарис

Сухофрукты — это пищевые продукты растительного происхождения, получаемые путем частичного или почти полного удаления воды из свежих фруктов естественными (сушка на солнце, сушка на воздухе) или искусственными (механическая дегидратация, осмотическая сушка, сублимационная сушка) методами, что приводит к снижению содержания влаги (обычно ниже 20–25%). Этот процесс подавляет рост микроорганизмов и ферментативное расщепление, тем самым продлевая срок годности и концентрируя сахара, волокна, витамины, минералы и фитохимические вещества. По оценкам экспертов, для продления срока годности примерно 20% скоропортящихся культур в мире подвергаются сушке. Сухофрукты по питательной ценности эквивалентны свежим в меньших порциях, и рекомендованы к употреблению в объёме от 40 до 60 грамм в неделю (в зависимости от фрукта) в текущих диетических рекомендациях разных стран.
Сухофрукты представляют собой питательный продукт с высокой калорийностью. Несмотря на то, что сухофрукты могут терять определенные витамины, минералы и питательные вещества во время процесса сушки, современные технологии позволяют сохранить максимальное количество ценных веществ, витаминов (А, В1, В2, С, D и др.), которые распадаются при относительно высокой температуре и длительном хранении. В состав сухих веществ ягод, овощей и фруктов входят высокомолекулярные вещества: сахара, пектиновые вещества, крахмал, клетчатка и другие углеводы, белковые вещества, липиды. В относительно большом количестве содержаться биологически активные вещества, определяющие их биологическую ценность: антиоксиданты, фенольные соединения, органические кислоты, минеральные элементы (железо, кальций, магний, фосфор, калий, натрий).
Сухофрукты широко используются в пищевой, хлебопекарной и кондитерской промышленности. Предприятия по производству продуктов питания используют сухофрукты в различных соусах, супах, маринадах, гарнирах, пудингах и даже питании для младенцев и детей. В кулинарии сухофрукты добавляются в выпечку, фруктовый хлеб, сухие завтраки, мюсли, сладости, используются для приготовления компота. По причине устранения большей части естественной влаги в процессе сушки (может теряться 80% первоначальной массы плодов) обладают интенсивным, часто приторно-сладким или кисло-сладким вкусом и своеобразным ароматом.
В промышленных условиях для защиты цвета и вкуса сухофруктов, а также в качестве антиоксиданта используется диоксид серы. Например, в золотистом изюме, сушеных персиках, яблоках и абрикосах диоксид серы применяют для того, чтобы они сохраняли светлый цвет, блокируя реакции потемнения, из-за которых фрукты темнеют и меняют свой вкус. Однако чрезмерное использование диоксида серы может привести к проблемам со здоровьем, особенно у людей с аллергией, астмой или чувствительными дыхательными путями.

## Классификация сухофруктов

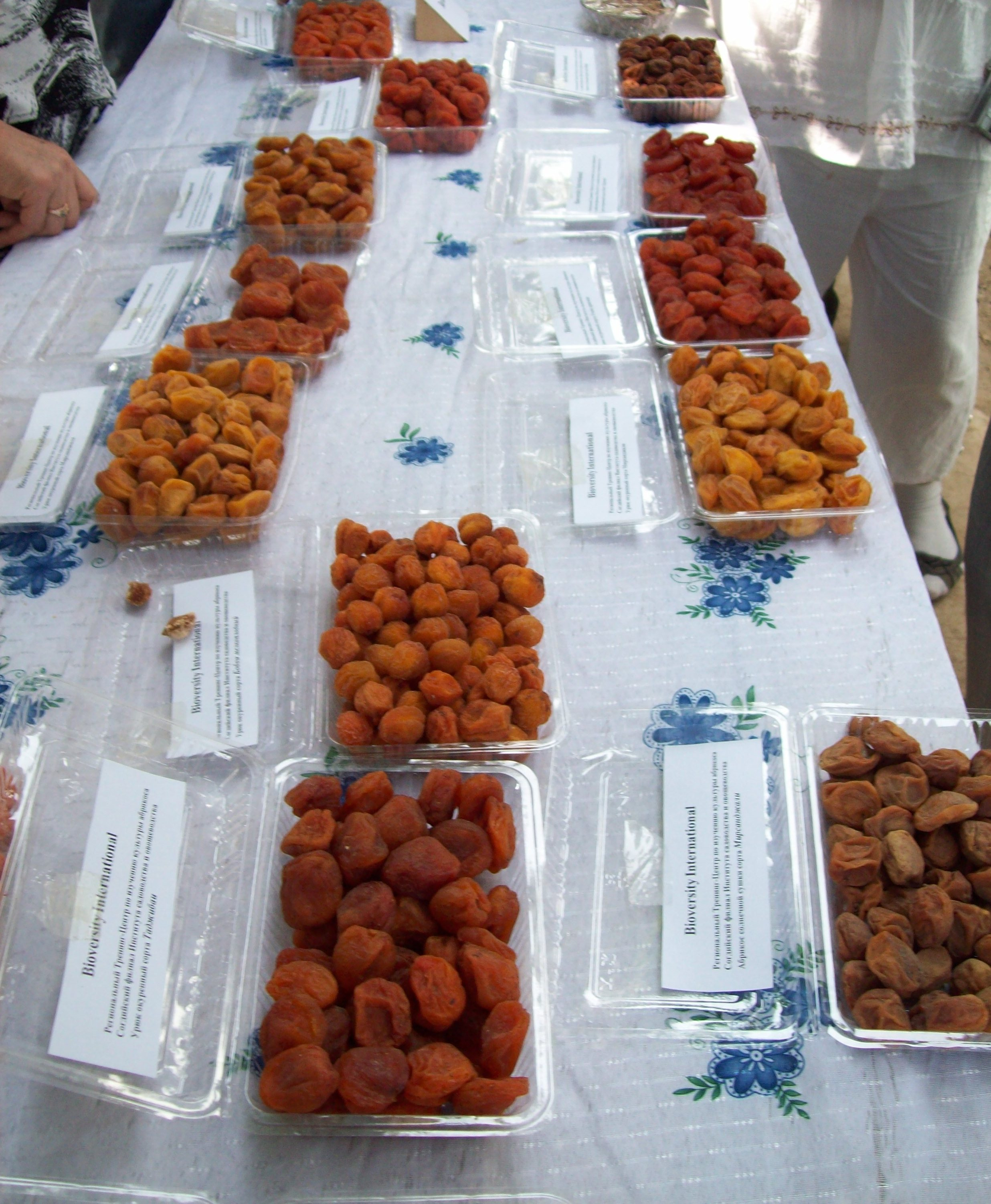
Урюк

Сухофрукты — продукты, произведённые, преимущественно, из здоровых спелых или достаточно зрелых фруктов, обработанных с помощью методов естественной или искусственной сушки (дегидратации). Сухофрукты подразделяются на необработанные или обработанные. Первые получаются сушкой без обработки какими-либо добавками до или после сушки; вторые — продукты, обработанные консервантами или консервированные другими способами.

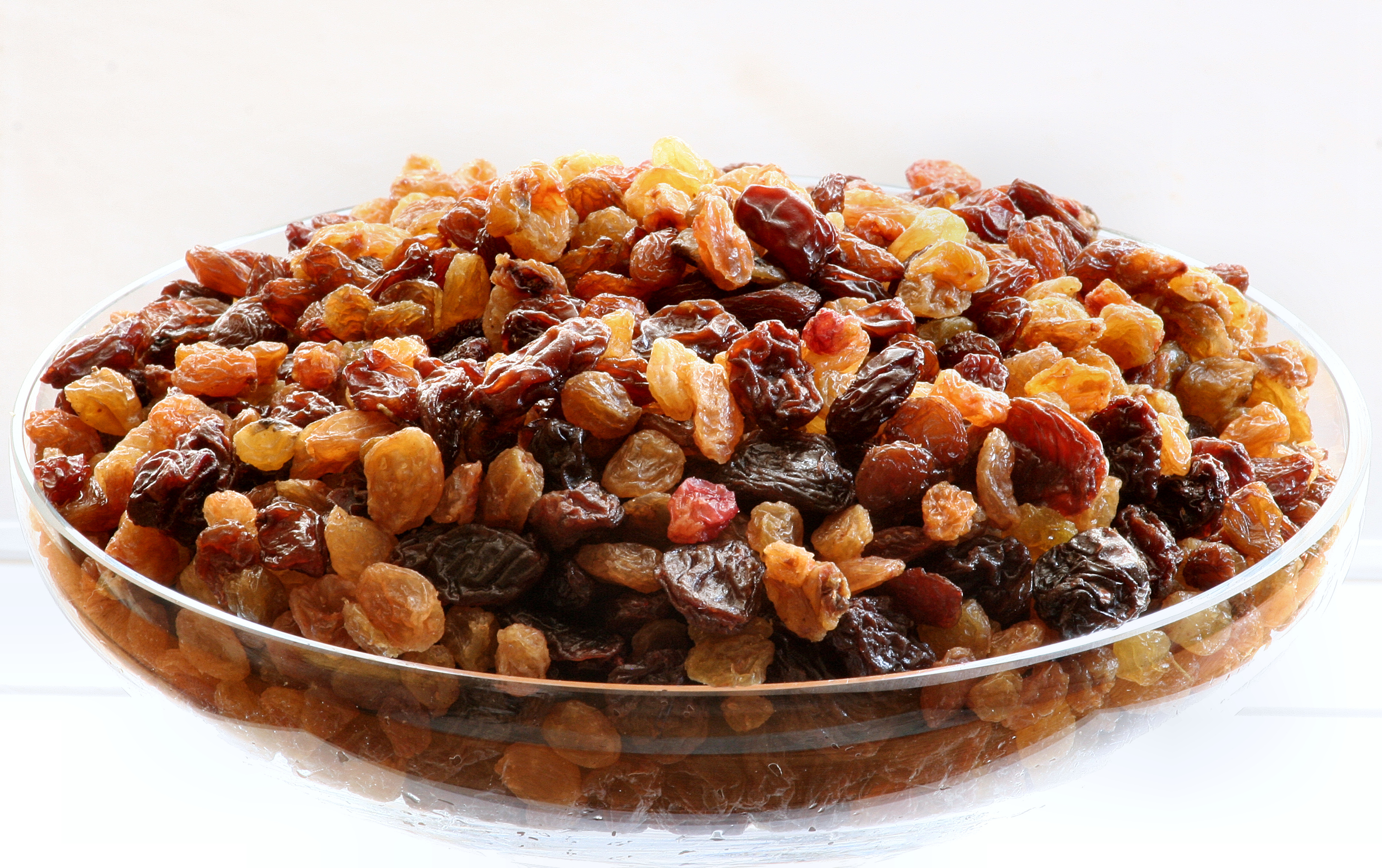
Изюм

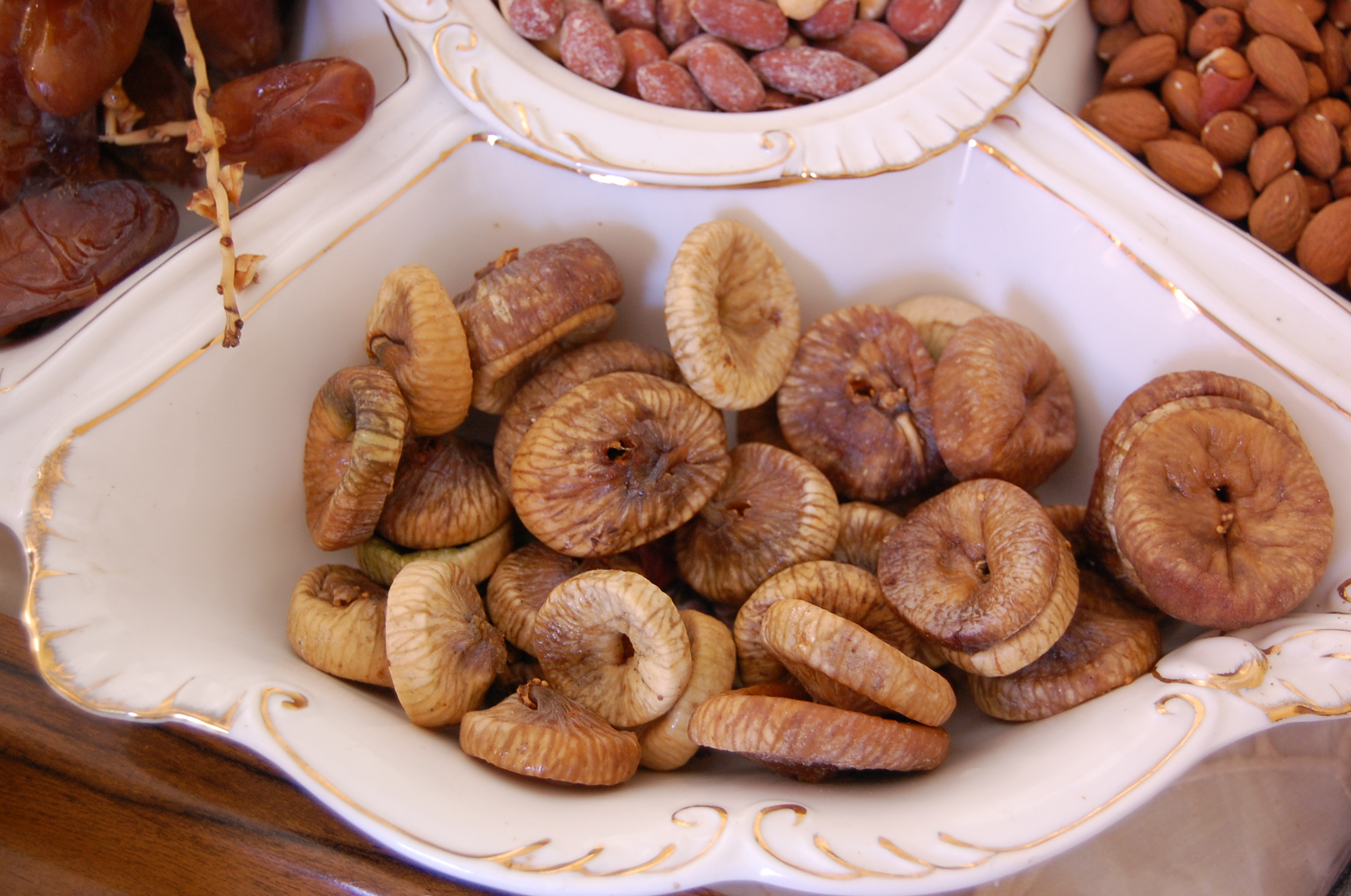
Сушёный инжир

Сухофрукты классифицируются, как правило, на основе ботанического происхождения, метода обработки и содержания влаги.
Существует две основные формы сухофруктов — полувлажные (например, чернослив) и полностью высушенные (например, изюм). Отдельной разновидностью сухофруктов являются цукаты — вываренные в сахарном сиропе и высушенные плоды. Полувлажные фрукты, такие как виноград, содержат естественно высокий уровень сахара, что означает, что их можно консервировать с более высоким содержанием влаги, чем большинство других сухофруктов. Полувлажные фрукты могут иметь содержание влаги до 25% и потребляются в том виде, в котором они есть.
Сам термин "сухофрукты" включает в себя как фрукты традиционной обработки, без добавления сахара или фруктового сока, так и засахаренные фрукты.  Существует ряд причин для добавления сахара или сахарных сиропов в сухофрукты. Иногда это повышает вкусовые качества, добавляя сладость (например, клюква), тогда как добавление к уже подслащенным сухофруктам помогает фруктам оставаться мягкими в течение всего срока годности, поскольку сахар и сахарные сиропы действуют как естественные увлажнители. Сахар также выполняет функцию консерванта, помогая снизить активность воды внутри плода.
В Российской Федерации ГОСТ 28322-2014 "Продукты переработки фруктов, овощей и грибов. Термины и определения" определяет фактически три отдельных вида сухофруктов:
- сушеные фрукты: Продукты переработки фруктов, целые, нарезанные или порошкообразные, изготовленные из свежих целых или нарезанных фруктов, подготовленных в соответствии с установленной технологией, высушенные путем термической обработки или воздушно-солнечной сушки и другими способами до достижения массовой доли влаги, обеспечивающей их сохранность.
- сублимированные фруктовые продукты: Продукты переработки фруктов, изготовленные из свежих фруктов или из смеси фруктов и/или овощей, и/или грибов, или их полуфабрикатов, подготовленных в соответствии с установленной технологией путем обезвоживания под вакуумом продукта, находящегося в замороженном состоянии.
- фруктовые цукаты: Продукты переработки фруктов, изготовленные из целых или нарезанных фруктов, кожуры цитрусовых и/или бахчевых культур путем однократной или многократной варки в сахарном сиропе, подсушенные до массовой доли сухих веществ не менее 80 %, обсыпанные сахаром или сахарной пудрой или глазированные, срок годности которых не превышает 6 мес. в установленных условиях хранения.
- Сушёные фрукты:
  - абрикосы — курага (без косточек) и урюк (с косточками)
  - чернослив, сушёные сливы
  - финики, плоды финиковой пальмы
  - яблоки
  - груши
  - бананы
  - киви
  - дыня
  - персики
  - инжир
  - манго
  - папайя
  - джекфрут
  - хурма
  - ананас
  - кокос
  - кумкват
  - Большие сладкие персики или абрикосы — шептала
- Сушёные ягоды:
  - изюм, сушёные ягоды винограда
  - шиповник
  - клюква
  - барбарис
  - клубника
  - вишня
  - черника

## История производства сухофруктов
Сушка (дегидратация) фруктов — это метод, используемый человечеством уже на протяжении многих сотен и даже тысяч лет и направленный на продление срока годности, позволяющий сделать сезонные фрукты доступными в течение всего года. Как и почти все технологические достижения, дегидратация претерпела изменения в особенно трудные для человечества времена. В XX веке, например, во время мировых войн, стало особенно важно разрабатывать методы, которые увеличивали срок годности пищевых продуктов. Процессы сушки не только, как правило, предотвращают рост микроорганизмов и бактерий в пище, но также приводят к уменьшению ее веса и объёма, облегчая транспортировку в зоны военных действий. Кроме того, люди могли хранить запасы в больших количествах и на более длительные периоды, решая проблемы, вызванные нормированием продуктов питания, голодом и болезнями, типичными для военного времени.
Сушка на солнце является старейшим методом сохранения фруктов и овощей. Имеются свидетельства, что древнейшие культуры Ближнего Востока активно высушивали продукты еще в 12 000 году до нашей эры на жарком солнце. Древние индусы и китайцы сушили фрукты и овощи с помощью солнца и ветра около 5000 лет назад. В Пакистане раннего бронзового века (3300-2100 гг. до н.э.) изюм и сушёный инжир были идентифицированы в археоботаническом исследовании. Американские индейцы делали сушеное картофельное пюре около 3500 лет до н. э. назад. Самое раннее записанное упоминание о сухофруктах можно найти в месопотамских табличках, датируемых примерно 1700 годом до н. э. Впервые механизированные методы сушки появились во Франции в 18 веке. Первый патент на сушку овощей был получен в 1780 году в Америке.
Впоследствии  механизированные методы дегидратации современные учёные разделили на четыре поколения в порядке их исторического развития:
- первое поколение сушки: сушилки шкафного и платформенного типа (например, лотковые, автомобильные, роторные, конвейерные и туннельные сушилки);
- второе поколение сушки: распылительная сушка, барабанная сушка, сушка в псевдоожиженном слое;
- третье поколение сушки: сублимационная сушка, сушка в высоком вакууме, сушка осмодегидратацией;
- четвёртое поколение сушки: микроволновая и инфракрасная сушка, включая комбинированные методы; технология Refractance Window Drying®, сушка в сильном электрическом поле.

Вне зависимости от технологии процесс производства сухофруктов включает следующие стадии: предварительная обработка, включая сортировку, очистку и сохранение цвета (как правило, используется обработка оксидом серы (IV)); собственно сушка или дегидратация с использованием естественных или искусственных методов; последующая обработка, контроль и упаковка.

## Промышленные методы производства сухофруктов
Методы сушки делятся на естественные и механизированные. Промышленные процессы дегидратации можно классифицировать следующим образом:
1. Воздушная конвекционная дегидратация. Тепло передается под атмосферным давлением через пищевые продукты либо от нагретого воздуха, либо от нагретых поверхностей. Водяной пар удаляется вместе с воздухом.
2. Микроволновая дегидратация. Микроволновое излучение очень эффективно с точки зрения теплопроводности, что снижает энергозатраты и время дегидратации. Обычно используется в сочетании с другими методами.
3. Вакуумная дегидратация. При вакуумной дегидратации основное преимущество заключается в том, что испарение воды происходит легче при более низких давлениях, чем при более высоких. Передача тепла при вакуумной дегидратации обычно осуществляется за счет проводимости, иногда за счет излучения.
4. Сублимационная дегидратация. При сублимационной дегидратации водяной пар сублимируется из замороженных продуктов. Структура продуктов в этих условиях сохраняется лучше. В сушилке должны быть установлены подходящие температуры и давления, чтобы обеспечить сублимацию.

Вымораживание влаги, вакуумная сушка, осмотическая сушка, микроволновая сушка, сушка в псевдоожиженном слое и ряд других являются наиболее часто используемыми современными методами производства сухофрутков.

### Вялениеи солнечная сушка
Несмотря на схожесть, технология вяления и солнечной сушки различны. В первом случае продукция подвергается непосредственному воздействию солнечного излучения и ветра. При сушке на солнце продукция содержится в закрытом пространстве, а воздух, контактирующий с ней, нагревается солнечным излучением. При нагревании воздуха его влажность снижается, и, таким образом, его эффективность как средства удаления влаги увеличивается. По этой причине солнечная сушка представляет собой средство сохранения, особенно подходящее для использования в тех местах, где вяление ненадежно из-за слишком высокой влажности окружающего воздуха.
Высокое содержание сахара и органических кислот во фруктах делает их безопасными для вяления. Изюм, высушенный на солнце, является самым известным из всех сушеных продуктов. Высокая температура окружающей среды, низкая влажность и постоянный ветер являются идеальными условиями для получения сухофруктов естественным способом. Сушка фруктов на солнце требует нескольких дней при температуре выше 30 градусов и влажности ниже 60 %.
Солнечная сушка является более технологичной версией вяления; продукт хранится в прозрачном контейнере, выставленном на солнце. При этом обезвоживаемый продукт не подвергается воздействию прямых солнечных лучей, а на солнечном коллекторе может быть установлена система управления. Солнечная сушка, как правило, приводит к более высокой скорости обезвоживания, чем вяление, из-за более высокой температуры внутри солнечного коллектора. Дополнительным преимуществом солнечной сушки является то, что она может осуществляться даже в условиях дождя, а при наличии дополнительных вспомогательных источников энергии и в пасмурные и ночные часы.

### Сушка в поддонах или лотках
Сушка горячим воздухом с использованием поддона (лотка) или сушильного шкафа — один из старейших методов дегидратации пищевых продуктов. Данный вид сушки с использованием горячего воздуха был изобретен в 1795 году и использовался для сушки фруктов и овощей, таких как изюм и чернослив.  Тепло, передаваемое поверхности пищевых продуктов посредством горячего воздуха, обеспечивает испарения влаги с поверхности пищевых продуктов. Правильная работа сушилки такого типа, несмотря на простоту конструкции, зависит от равномерного распределения воздушного потока по лоткам.

### Барабанная сушка
Барабанная сушка — это метод, используемый для сушки с помощью сушильного барабана. В процессе сушки сырые ингредиенты сушатся при относительно низких температурах во вращающихся  высокопроизводительных барабанах. Барабанная сушка используется, как правило, не для целых фруктов, а для пюре и других вязких продуктов.

### Распылительная сушка
Распылительная сушка — технология дегидратации при которой исходный жидкий продукт распыляется в поток нагретого воздуха — применяется для получения сухих порошков. Данный вид сушки имеет преимущество перед другими методами дегидратации благодаря высокому качеству получаемого продукта, однородной текстуре и быстрой скорости процесса.

### Сушка в псевдоожиженном слое
Сушилки с псевдоожиженным слоем работают по принципу псевдоожижения или "кипящего слоя", процесса, при котором горячий воздух вводится через перфорированную распределительную пластину в область, удерживающую материал. Этот горячий воздух прокачивается через пространства между твердыми частицами. По мере увеличения скорости воздуха увеличиваются силы, направленные вверх на частицы, заставляя их равняться силам гравитации внизу. Это создает состояние "кипящего слоя", когда частицы взвешены и находятся в прямом контакте с горячим воздухом и окружена ими, что создает эффективный и равномерный процесс сушки.
Сушка частиц (кусочков) фруктов в псевдоожиженном слое обеспечивает высокое качество конечных продуктов. Исследование сушки винограда, плодов персика и абрикоса с исходной влажностью 81,5%, 87,7% и 86,9%, соответственно, проходила при  температуре от 70 °C до 100 °C при скоростях воздуха от 0,98 м/с до 5,2 м/с. Полученные сухофрукты содержали остаточную воду в диапазоне от 10% до 14%. Результаты показали, что сушка фруктов в псевдоожиженном слое дает сухие частицы фруктов улучшенного качества за гораздо более короткое время, с улучшенным временем и качеством регидратации, чем в непрерывных ленточных сушилках, которые обычно используются.

### Сублимационная сушка
Сублимационная сушка — это метод обезвоживающей сушки, который использует низкотемпературный вакуум для сохранения скоропортящихся материалов, таких как фрукты и овощи. Сублимационная сушка работает путем замораживания материала сначала в шоковой заморозке при -40 градусах Цельсия, затем помещения продукта в вакуумную камеру и медленного снижения окружающего давления, что позволяет замерзшей воде в материале сублимироваться непосредственно из твердой фазы (льда) в газообразную стадию. Сублимационная сушка — это очень щадящий процесс, занимающий до 7 дней, и после завершения готовые продукты необходимо хранить полностью герметично, чтобы они не впитывали влагу из атмосферы.

### Вакуумная сушка
В этом методе сушки воздух заменяется вакуумом, чтобы влага лучше удалялась из фруктов. Используемый вакуум снижает давление насыщенного пара при заданной температуре, и пары воды удаляются из сушильного сосуда. Таким образом, при вакуумной сушке материал сушится при более низкой температуре. Вакуумная сушка, проводимая в условиях низкого давления, обеспечивает более щадящее воздействие на высушиваемый пищевой материал, поскольку используются низкие температуры сушки.

### Осмотическая дегидратация
Осмотическая дегидратация основана на принципе, что когда клеточные материалы погружаются в гипертонический водный раствор, движущая сила для удаления воды устанавливается из-за более высокого осмотического давления гипертонического раствора. Обычно она используется для частичного удаления воды из фруктов или овощей, которые погружены в сахарный или солевой раствор (который имеет осмотическое давление выше, чем у пищи). Скорость потери воды изначально высока, но через 1-2 часа значительно снижается, так что может потребоваться несколько дней, чтобы достичь равновесия. Обычно требуется 4-6 часов, чтобы уменьшить вес пищи до 50% от ее свежего веса, и именно поэтому она используется в промышленности в качестве предварительной обработки для других операций. Для фруктов в качестве гипертонического раствора используются растворы сахара (40-70%), наиболее часто используемым является сахароза, но также используются фруктоза, глюкоза или смеси глюкозы/фруктозы и глюкозы/полисахаридов.

### Микроволновая сушка
При микроволновой сушке источником энергии являются  микроволны, когда внутри продукта генерируется тепло посредством молекулярного возбуждения. Следующий важный шаг — немедленно удалить образующийся водяной пар. Наиболее простым методом удаления воды является пропускание воздуха над поверхностью продукта, объединяя процессы для формирования того, что называется «микроволновой конвективной сушкой». Во многих случаях, когда упоминается микроволновая сушка, подразумевается, что это микроволновая конвективная сушка. Для многих фруктов использование микроволновой сушки предпочтительнее, чем традиционной конвекционной. Например, качество изюма, высушенного с помощью микроволновой сушки, было выше, чем у образцов, высушенных горячим воздухом.

## Наиболее распространённые сухофрукты
Наиболее распространёнными в мире с коммерческой точки зрения сухофруктами являются изюм, финики, курага, чернослив, сушёный инжир и сушёная клюква.

### Финики
Столовые финики наряду с изюмом являются самыми популярными сухофруктами в мире. Их объём производства на мировом рынке сухофруктов по состоянию на 2023/2024 год составил 1,4 млн. тонн.
По данным Продовольственной и сельскохозяйственной организации ООН на 2023 год, Египет является крупнейшим в мире производителем фиников, вырастив около 1,87 млн тонн тропических фруктов. Саудовская Аравия занимает второе место с 1,64 млн тонн фиников, за ней следует Алжир с 1,32 млн тонн. Тунис и Объединенные Арабские Эмираты замыкают первую десятку. В 2023 году ведущими экспортерами фиников (свежих/сушеных) были Саудовская Аравия ($388 млн), Объединенные Арабские Эмираты ($324 млн) и Тунис ($311 млн). Ведущими импортерами были Индия ($268 млн), Марокко ($240 млн) и Объединенные Арабские Эмираты ($218 млн).
Сушка фиников используется для увеличения сроков их хранения и осуществляется в специальных камерах созревания или в специализированных шкафах (для небольших количеств) и туннельных сушилках для крупномасштабных производств. Во всех случаях принцип один и тот же: перемещение воздуха определенной температуры и влажности над финиками. Влага из фиников, поглощенная воздухом, должна удаляться через вентиляционные отверстия. Для сушки мягких фиников рекомендуется температура 65 °C, что обеспечит эффективную скорость сушки (финики по своей природе довольно устойчивы к потере влаги), не влияя на основные вкусовые качества.
Употребление фиников приносит много пользы, в том числе благодаря содержанию в них множества питательных веществ и антиоксидантов. Финики обладают противовоспалительными и противоопухолевыми свойствами, способствуют естественным родам и поддерживают здоровье костей и мозга.
|  |  |  |

### Изюм
Сушёный виноград (белые и чёрные сорта) является одним из самых распространённых в мире сухофруктов. Доля изюма в мировом производстве сухофруктов по состоянию на 2023/2024 год составила 1,2 млн. тонн против 1,3 млн. тонн годом ранее. Крупнейшими производителями изюма в мире по состоянию на 2024 год в порядке убывания являются Турция, Китай, Иран, США и Индия.
Наиболее распространённым способом получения изюма является метод естественной сушки ягод винограда или лозы на солнце, а также искусственная сушка горячим воздухом и сочетание обеих способов. Содержание влаги в изюме снижается с примерно 75% до менее 15% после сушки, что обеспечивает получение примерно 1 килограмма изюма из 4 кг винограда.
Изюм является самым популярным фруктом в средиземноморской диете и обладает высокими антиоксидантными свойствами благодаря своим химическим компонентам. Он содержит фенольные кислоты и флавонолы, а также катехины и антоцианы (красный виноград). Поэтому он считается одним из богатых питательными веществами продуктов, особенно полезных для здоровья и благополучия человека. Несколько исследований сообщают о пользе изюма для здоровья, включая возможный вклад в лечение ожирения и диабета, профилактику рака желудка, снижение кариеса зубов и снижение важных факторов риска сердечно-сосудистых заболеваний — систолического давления, общего холестерина и холестерина ЛПНП. 
|  |  |  |

### Сливы
Сушёные сливы — третий по популярности продукт рассматриваемой категории в мире. В 2023/2024 году мировой объём производства сушёных слив превысил 0,2 млн. тонн. В 2023 году ведущими экспортерами чернослива были Чили ($269 млн), США ($124 млн) и Узбекистан ($49,4 млн). Крупнейшими импортерами были Китай ($82,2 млн), Германия ($45,4 млн) и Италия ($33,5 млн).
Для производства чернослива отсортированные плоды погружают в горячий каустический раствор (обычно 0,5% гидроксида натрия при температуре кипения) на достаточное время, чтобы удалить восковой слой и вызвать мелкие трещины на кожуре. Это способствует потере влаги и ускоряет сушку. Затем сливы помещают на поддоны и сушат на солнце. Чернослив также можно получить в механических дегидраторах, обычно туннельных. Фрукты моют и помещают на поддоны в дегидратор без применения обработки щелочью. Горячий воздух циркулирует по поддонам, и сушка происходит в течение 24 часов.
Чернослив — это ценный источник необходимых питательных веществ, что делает его отличным дополнением к сбалансированной диете. Он является источником пищевых волокон, включая растворимые волокна, которые связаны со снижением уровня холестерина в крови, лучшим контролем сахара в крови и поддержанием здоровья кишечника. Кроме того, чернослив — это концентрированный источник витаминов и минералов, включая витамин К, медь, калий и магний. Витамин К необходим для правильного свертывания крови и здоровья костей, в то время как калий и магний способствуют здоровью сердца и помогают регулировать артериальное давление.
|  |  |  |

### Клюква
Четвёртое место в мире среди сухофруктов с объёмом производства в 0,18 млн. тонн (2023/2024) занимает сушёная клюква. Крупнейшими мировыми производителями сушёной клюквы являются США, Канада и Чили.
Сушеная клюква обладает высокой пищевой ценностью и полезными лечебными свойствами. Эта ягода служит натуральным средством от различных проблем со здоровьем и особенно популярна для улучшения здоровья кожи. Клюква содержит ряд противораковых химических веществ, включая микроэлементы, которые, усиливают положительные эффекты лечения рака груди. Кроме того, регулярное употребление этого фрукта может помочь в профилактике акне, перхоти и других проблем с волосами. Более того, некоторые исследования показывают, что клюква может также способствовать достижению целей по снижению веса. 
|  |  |

### Абрикосы
В 2023 году ведущими экспортерами кураги были Турция ($426 млн), Афганистан ($36 млн) и Узбекистан ($27,1 млн). Крупнейшими импортерами были США ($78,6 млн), Германия ($48,2 млн) и Франция ($45,7 млн).
При переработке свежих абрикосов используются различные методы дегидратации, включая сушку на солнце, горячую сушку, вакуумную сушку, инфракрасную сушку, микроволновую сушку и сублимационную сушку. Сушка на солнце является наиболее распространенным и широко используемым традиционным и естественным методом сушки абрикосов.
Сушеные абрикосы являются натуральным источником витамина E и витамина A, что может способствовать отличному здоровью глаз даже с возрастом. Также эти сухофрукты содержат бор, который способствует заживлению и метаболизму костей. Каротиноиды обеспечивают дополнительную защиту от солнечных ожогов и опасностей ультрафиолетовых лучей для кожи. Сушеные абрикосы богаты железом, что может помочь при анемии. Являясь богатым источником калия, они полезны для снижения высокого кровяного давления у людей, страдающих гипертонией. Калий также является электролитом, который тесно взаимодействует с другими минералами, такими как натрий, чтобы обеспечить баланс жидкости в вашем организме. Он может помочь в регулировании нервных сигналов и мышечных сокращений в организме. В целом, добавление кураги в ежедневный рацион может помочь обеспечить здоровый и естественный запас жизненно важных соединений.
|  |  |  |

### Инжир
В 2023 году ведущими экспортерами инжира (свежего/сушеного) были Турция ($370 млн), Афганистан ($163 млн) и Иран ($31,7 млн). Ведущими импортерами были Индия ($152 млн), Германия ($73,1 млн) и США ($64,1 млн).
Сушка на солнце является традиционным методом получения сушеного инжира, однако такой способ значительно увеличивает потенциал заражения грибком Aspergillus, что резко повышает риски употребления готового продукта. Более того, параметры прямой солнечной сушки невозможно контролировать, конечный продукт карамелизируется и покрывается коркой, наконец, прямое воздействие солнца разрушает цвет, витамины и вкус инжира. В связи с этим механическая воздушная дегидратация имеет много преимуществ по сравнению с сушкой на солнце, но инжир, высушенный механическим способом, имеет некоторые проблемы с органолептическими свойствами.
Инжир богат антиоксидантами, клетчаткой и другими минералами. Исследования показывают, что он может быть полезным фруктом для здоровья пищеварительной системы, поддержания уровня сахара в крови, лечения заболеваний костей, защиты от рака и многого другого.
|  |  |  |

## Пищевая ценность и химический состав сухофруктов
Сухофрукты содержат много биологически активных соединений, классифицируемых как фитохимические вещества, включая фенолы, флавоноиды, каротиноиды, проантоцианидины, стильбены, халконы/дигидрохалконы и фитоэстрогены. Эти соединения обладают антиоксидантным действием, которое может принести пользу здоровью. Сухофрукты богаты клетчаткой и действуют как резервуар антиоксидантов, особенно полифенолов.  Полифенолы, такие как кемпферол, кофейная кислота, кверцетин и кумаровая кислота, в изобилии присутствуют в изюме. Абрикосы богаты железом, магнием, цинком, кальцием, калием и фосфором, а также содержат значительное количество тиамина, витамина А, витамина С (отмечается, что содержание витамина С снижается при сушке фруктов), пантотеновой кислоты, ниацина и рибофлавина. Наиболее распространенными минералами в абрикосах являются железо и калий. Сушёный инжир является богатым источником кальция и магния, тогда как курага содержит значительное количество железа. Содержание фенолов в инжире выше, чем в красном вине и чае.
|                | Энергетическая ценность (ккал) | Белки (г) | Пищевые волокна (г) | Углеводы (г) | Жиры (г) |
| -------------- | ------------------------------ | --------- | ------------------- | ------------ | -------- |
| Курага         | 241                            | 3,39      | 7,3                 | 62,6         | 0,51     |
| Чернослив      | 240                            | 2,18      | 7,1                 | 63,9         | 0,38     |
| Финики         | 282                            | 2,45      | 8,0                 | 75,0         | 0,39     |
| Изюм тёмный    | 299                            | 3,30      | 4,5                 | 79,3         | 0,25     |
| Изюм светлый   | 300                            | 2,80      | 2,0                 | 69,6         | 0,40     |
| Инжир          | 277                            | 3,30      | 9,8                 | 63,9         | 0,92     |
| Бананы         | 519                            | 2,3       | 7,7                 | 58,4         | 33,60    |
| Вишня          | 333                            | 1,25      | 2,5                 | 80,4         | 0,73     |
| Сушёная груша  | 262                            | 1,87      | 7,5                 | 69,7         | 0,63     |
| Сушёный персик | 239                            | 3,61      | 8,2                 | 61,3         | 0,76     |
| Черника        | 317                            | 2,50      | 7,5                 | 80,0         | 2,50     |
| Сушёная клюква | 308                            | 0,17      | 5,3                 | 82,8         | 1,09     |
| Сушёный ананас | 313                            | 1,43      | 3,7                 | 81,5         | 0,47     |
| Сушёное манго  | 319                            | 2,45      | 2,4                 | 78,6         | 1,18     |
| Сушёное яблоко | 243                            | 0,93      | 8,7                 | 65,9         | 0,32     |

Сравнительное содержание фитохимических компонентов в свежих и сушёных фруктах:
| №  | Фрукты      | Фитохимический компоненты в свежих фруктах                                        | Фитохимический компоненты в сушёных фруктах                                       |
| 1  | Абрикосы    | Фруктоза - 0,218 % Глюкоза - 0,384 % Сахароза - 0,284 % Мальтоза - 0,017 %        | Фруктоза - 0,410 % Глюкоза - 1,229 % Сахароза - 0,290 % Мальтоза - 0,024 %        |
| 2  | Ананас      | Содержание влаги - 85,5% Антиоксиданты - 0,2 мг                                   | Содержание влаги - 5,43 % Антиоксиданты - 0,8 мг                                  |
| 3  | Бананы      | Белок - 0,78 г Витамин С - 13 мг Пищевые волокна - 2,4г Железо - 0,52 мг          | Белок - 3,3 г Витамин С - 5 мг Пищевые волокна - 6,6 г Железо - 0,8 мг            |
| 4  | Виноград    | Фруктоза - 0,8795 % Глюкоза - 0,703 %                                             | Фруктоза - 1,374 % Глюкоза - 1,38 %                                               |
| 5  | Зизифус     | Фенольные соединения - 141,67 мкг Антиоксиданты - 647,29 мкг Витамин С - 28,37 мг | Фенольные соединения - 234,72 мкг Антиоксиданты - 116,76 мкг Витамин С - 49,29 мг |
| 6  | Инжир       | Полифенолы - 192 мг Флавоноиды - 82 мг Белок - 0,85 % Витамин А -161,03 МЕ        | Полифенолы - 36 мг Флавоноиды - 40 мг Белок - 3,3 % Витамин А -142 МЕ             |
| 7  | Киви        | Белок - 1,14 г Витамин С - 90 мг Углеводы - 14,66 г                               | Белок - 5,96 г Витамин С - 193,90 мг Углеводы - 72,17 г                           |
| 8  | Клубника    | Витамин С - 500 мг Полифенолы - 27 г DPPH - 82 %                                  | Витамин С - 300 мг Полифенолы - 18 г DPPH - 80 %                                  |
| 9  | Личи        | Хлорогеновая кислота - 3,703 г Флоризин - 1,036 г Кварцетин - 5,805 г             | Хлорогеновая кислота - 1,134 г Флоризин - 0,203 г Кварцетин - 1,305 г             |
| 10 | Манго       | Белок - 94,2 г Жир - 67,36 г Витамин С - 93,84 мг Пищевые волокна - 22,70 г       | Белок - 167,07 г Жир - 60,40 г Витамин С - 105,78 мг Пищевые волокна - 24,15 г    |
| 11 | Папайя      | Витамин С - 53,84 мг Каротиноиды - 36,38 мкг Содержание влаги - 88,82 %           | Витамин С - 322,61 мг Каротиноиды - 219,46 мкг Содержание влаги - 23,42 %         |
| 12 | Финики      | Белок - 2,0 г Углеводы - 52,6 г Кальций - 7,8 мг                                  | Белок - 2,7 г Углеводы - 86,2 г Кальций -14 мг                                    |
| 13 | Черника     | Антоциан - 7,2 мг DPPH-0,0110 %                                                   | Антоциан - 4,3 мг DPPH-0,0103 %                                                   |
| 14 | Шелковица   | Белок - 25 % Витамин С - 400 мг Рибофлавин - 47,12 мг                             | Белок - 11,3 % Витамин С - 150 мг Рибофлавин - 27,2 мг                            |
| 15 | Яблоки      | Фенольные соединения - 232 мг DPPH - 330 мг                                       | Фенольные соединения - 916 мг DPPH - 875 мг                                       |
| 16 | Ягоды годжи | Белок - 2,5 г Углеводы - 15,3 г Жир - 1,1 % Кальций - 26,6 мг                     | Белок - 10,2 г Углеводы - 61,3 г Жир - 4,4 % Кальций - 101,3 мг                   |

Биологически активные вещества, пищевые волокна и антиоксидантная активность в некоторых сухофруктах:
| Сухофрукты | Фенольные соединения                                                        | Каротиноиды (мкг/100 г)                                                        | Фитоэстрогены (мкг/100 г)                      | Пищевые волокна (г/100 г) | Антиоксидантная активность (мкмоль ТЕ/100 г) |
| ---------- | --------------------------------------------------------------------------- | ------------------------------------------------------------------------------ | ---------------------------------------------- | ------------------------- | -------------------------------------------- |
| Яблоки     | Флаван-3-олы Флавонолы Фенольные кислоты Халконы/дигидрохалконы             | Лютеин + зеаксантин (18)                                                       | -                                              | 8.7                       | 6681                                         |
| Абрикосы   | Флаван-3-олы Флавонолы Флавоны Фенольные кислоты Халконы/дигидрохалконы     | β-каротин (2163)                                                               | Изофлавоны (39,8) Лигнаны (401) Куместан (4,2) | 7.3                       | 3234                                         |
| Клюква     | Антоцианы Флаван-3-олы Флавонолы Фенольные кислоты Проантоцианидины         | β-каротин (27) Лютеин + зеаксантин (138)                                       | -                                              | 5.3                       | -                                            |
| Финики     | Антоцианы Флавонолы Фенольные кислоты Проантоцианидины                      | β-каротин (6) Лютеин + зеаксантин (75)                                         | Изофлавоны (5,1) Лигнаны (324) Куместан (0,8)  | 8.0                       | 2387–3895                                    |
| Инжир      | Антоцианы Флаван-3-олы Флавонолы Флавоны Фенольные кислоты Проантоцианидины | β-каротин (6) Лютеин + зеаксантин (32)                                         | -                                              | 9.8                       | 3383                                         |
| Персики    | Антоцианы Флаван-3-олы Флавонолы Фенольные кислоты                          | α-каротин (3) β-каротин (1074) β-криптоксантин (444) Лютеин + зеаксантин (559) | -                                              | 8.2                       | 4222                                         |
| Груши      | Флаван-3-олы Фенольные кислоты Халконы/дигидрохалконы                       | β-каротин (2) Лютеин + зеаксантин (50)                                         | -                                              | 7.5                       | 9496                                         |
| Чернослив  | Флаван-3-олы Флавонолы Фенольные кислоты                                    | α-каротин (57) β-каротин (394) β-криптоксантин (93) Лютеин + зеаксантин (148)  | Изофлавоны (4,2) Лигнаны (178) Куместан (1,8)  | 7.1                       | 8578                                         |
| Изюм       | Антоцианы Флаван-3-олы Флавонолы Флавоны Фенольные кислоты Стильбены        | -                                                                              | Изофлавоны (8,1) Лигнаны (22) Куместан (0,2)   | 3.7                       | 3037–10450                                   |

Минеральный состав сухофруктов (мг на 100 грамм продукта):
| Наименование плодов     | Вишня сушёная | Малина сушёная | Виноград сушёный | Черника сушёная | Чёрная смородина сушёная | Клубника сушёная | Клюква сушёная | Персик сушёный | Тыква сушёная | Абрикосы сушёные | Слива сушёная | Яблоки сушёные |
| Макроэлементы, мг/100г  |               |                |                  |                 |                          |                  |                |                |               |                  |               |                |
| Калий (K)               | 350           | 255            | 746              | 35              | 777                      | -                | 49             | 996            | 693           | 1162             | 864           | 750            |
| Кальций (Ca)            | 30            | 100            | 64               | 50              | 88                       | 50               | 9              | 28             | 85            | 55               | 83            | 44             |
| Магний (Mg)             | -             | -              | 35               | -               | 36                       | -                | 4              | 42             | 48            | 32               | 102           | 26             |
| Натрий (Na)             | 10            | 0              | 24               | 8               | 43                       | 38               | 5              | 7              | 13            | 10               | 10            | 87             |
| Сера (S)                | -             | -              | -                | -               | -                        | -                | -              | -              | 61            | -                | -             | 14             |
| Фосфор (P)              | -             | -              | 101              | -               | 99                       | -                | 8              | 119            | 85            | 71               | 69            | 38             |
| Хлор (Cl)               | -             | -              | -                | -               | -                        | -                | -              | -              | 65            | -                | -             | 6              |
| Микроэлементы, мкг/100г |               |                |                  |                 |                          |                  |                |                |               |                  |               |                |
| Железо (Fe)             | 2500          | 2860           | 1790             | 1800            | 1880                     | 900              | 390            | 4060           | 1360          | 2660             | 2930          | 5400           |
| Цинк (Zn)               | 220           | -              | 370              | -               | 370                      | -                | 100            | 570            | 816           | 390              | 440           | 570            |

## Возможная польза сухофруктов для здоровья
Оценка биологической активности соединений, входящих в состав сухофруктов, включая их биодоступность и биологическую ценность, может способствовать пониманию их воздействия сухофруктов на здоровье. Такие сухофрукты, такие как чернослив, абрикосы, изюм и инжир, являются важным источником различных фенольных соединений, которые действуют как антиоксиданты и могут подавлять вредное воздействие свободных радикалов. Они привлекают все большее внимание из-за своей потенциальной роли в профилактике заболеваний человека. Антиоксиданты способствуют улучшению здоровья пищеварительной системы, улучшению кровотока, уменьшению окислительного повреждения и помогают снизить риск многих заболеваний. Полифенолы также проявляют антиоксидантные, антивозрастные, противовоспалительные и антиканцерогенные свойства и улучшают эндотелиальную функцию. Питательные вещества в абрикосах помогают бороться с болезнями сердца. Кроме того, абрикосы содержат витамин А, который необходим для поддержания хорошего зрения. Сообщается, что употребление 40 г сухофруктов на порцию обеспечивает 3,3–9,9% калия и более 90% пищевых волокон от рекомендуемой суточной нормы для взрослых. Потребление достаточного количества калия приводит к снижению артериального давления. Более высокое потребление пищевых волокон сухофруктов снижает риск различных неинфекционных заболеваний, таких как ожирение, диабет 2 типа, колоректальный рак и дивертикулит. Потребление изюма показало противодиабетический эффект с улучшением гликемического и инсулинового ответа у пациентов с диабетом. Сухофрукты также содержат умеренное количество магния, который оказывает положительное влияние на гликемический контроль. Магний также снижает риск развития диабета 2 типа и других хронических заболеваний. Частое употребление сухофруктов предотвращает и контролирует метаболические состояния, заболевания сердца и метаболический синдром. Имеется сообщение о противораковых эффектах сухофруктов на простату. Американские учёные обнаружили, что повышенное употребление изюма, фиников и других сухофруктов значительно снижает риск рака простаты. Исследование in vivo показало, что добавление сушёных персиков в диету, содержащую холестерин, значительно предотвращает рост липидов в плазме и печени. Потребление сушёной клюквы эффективно для минимизации рецидивов и тяжести инфекций мочевыводящих путей.
Вместе с тем, перечисленная выше польза сухофруктов для здоровья человека не является убедительно доказанной. Ограниченные данные свидетельствуют о том, что сухофрукты (изюм, клюква, финики и чернослив) влияют на состав микробиоты кишечника человека потенциально полезным образом (с точки зрения воздействия на Bifidobacteria, Faecalibacterium prausnitzii, Lactobacillus, Ruminococcaceae, Klebsiella spp. и Prevotella spp.). Существует мало эпидемиологических данных о связи потребления сухофруктов с сердечно-сосудистыми заболеваниями и смертностью, а также с риском диабета 2 типа или ожирения. Данные клинических испытаний о влиянии потребления сухофруктов на сердечно-сосудистые факторы риска, включая гликемический контроль, неоднозначны. Данные клинических испытаний показывают, что чернослив может сохранять минеральную плотность костей у женщин в постменопаузе.
В любом случае, сухофрукты чрезвычайно питательны и являются отличной и здоровой заменой ежедневных закусок, а регулярное потребление сухофруктов связано с более качественным питанием.

## Мировой рынок сухофруктов
Оценки мирового рынка сухофруктов разнятся в зависимости от источника. По мнению Fortune Business Insights объем мирового рынка сухофруктов составил 6,71 млрд долларов США в 2023 году и, по прогнозам, вырастет с 6,96 млрд долларов США в 2024 году до 10,41 млрд долларов США к 2032 году, показав среднегодовой темп роста в 5,16% в прогнозируемый период (2024-2032). Аналитики из The Business Research Private оценивают рынок в 9,34 млрд долларов США в 2024 году с ростом до 10,17 млрд долларов США в 2025 году при совокупном годовом темпе роста (CAGR) 8,9%.
Значительно более консервативную оценку даёт The Observatory of Economic Complexity (OEC). Во данным сайта в 2023 году объем мировой торговли сухофруктами достиг $3,01 млрд. В 2023 году ведущими экспортерами сухофруктов были Турция (499 млн долларов США), Чили (324 млн долларов США) и Китай (259 млн долларов США). Главными импортерами были США (361 млн долларов США), Германия (295 млн долларов США) и Китай (268 млн долларов США).
Говоря о структуре рынка по видам сухофруктов, эксперты отмечают, что по состоянию на 2023 год в ТОП-6 входят изюм, финики, инжир, сушеные абрикосы, сушеные сливы и клюква. Мировое производство сухофруктов по состоянию на 2023 год превышает 3,1 млн тонн.
Основными потребителями сухофруктов являются Ближний Восток и Европа - на их долю приходится около 35% и 21% мирового потребления сухофруктов соответственно. США, Турция, Саудовская Аравия и Иран поставляют больше всего сухофруктов в мире, занимая почти половину мирового рынка производства сухофруктов в целом. В 2018 году 28% потребления сухофруктов пришлось на Ближний Восток, 27% на Европу, 24% на Азию, 13% на Северную Америку и 8% на другие регионы.
Мировыми лидерами потребления на душу населения в разрезе различных видов сухофруктов являются:
- финики[69] — Оман, Саудовская Аравия и Кувейт (2021 год, 56,3 кг/чел., 34,4 кг/чел. и 26,0 кг/чел. в год соответственно);
- изюм[70]  — Великобритания, Германия и Япония (2018 год, 1,5 кг/чел., 0,83 кг/чел. и 0,825 кг/чел. в год соответственно);
- инжир[71] — Иран, Швейцария и ОАЭ (2020-2021 год, 0,43 кг/чел., 0,37 кг/чел. и 0,28 кг/чел. в год соответственно);

Сухофрукты в мировом масштабе имеют наибольшее промышленное применение в хлебопекарной индустрии. Сушеный виноград и финики широко используются в качестве натурального подсластителя в выпечке. Другим важным сегментом использования сухофруктов является сегмент снеков вследствие растущей популярности концепции здорового питания в мире.

## Комментарии
1. ↑  Свежие фрукты содержат  70–85% воды, в то время как в сухофруктах её доля снижена до 10–25%, в зависимости от метода приготовления.
2. ↑  Дегидратация или обезвоживание — это технологическая операция, в ходе которой часть или вся вода, присутствующая в
продукте, удаляется в результате неких физических или физико-химических процессов; сушка — это процесс, при котором термически удаляются летучие вещества (не только вода), что приводит к получению продукта с низким или даже нулевым содержанием летучих веществ. В контексте данной статьи термины сушка и  дегидратация являются синонимами.
3. ↑  Здесь следует принять во внимание, что речь идёт именно о финиках в качестве сухофруктов. Суммарный объем производства фиников как плодов в мире составляет порядка 10 млн. тонн.